# Całun Turyński

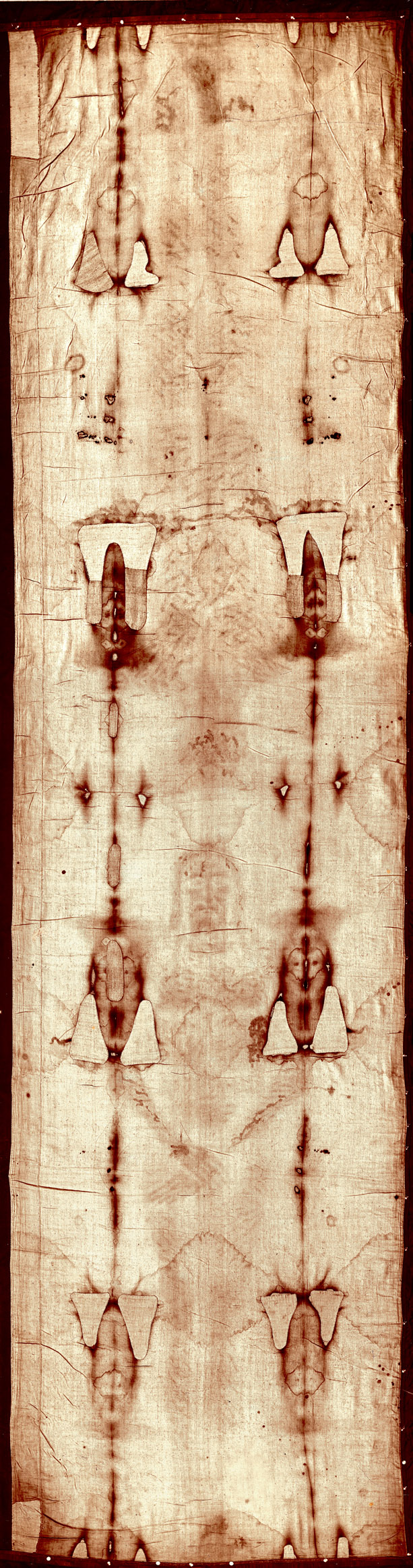
Zdjęcie Całunu Turyńskiego

Całun Turyński – lniane płótno zawierające dwustronny (od przodu i od tyłu) wizerunek postaci ludzkiej. Na materiale widoczne są liczne czerwone ślady, które niektórzy interpretują jako ślady krwi. Przechowywany jest w Turynie, w kaplicy Świętego Całunu (la cappella della Sacra Sindone) katedry pw. św. Jana Chrzciciela.
Według tradycji chrześcijańskiej, w płótno to miał zostać owinięty Jezus Chrystus.
Jest on jednym z najczęściej analizowanych przedmiotów w historii ludzkości, cała literatura związana z Całunem Turyńskim jest ogromna. Jednak ilość literatury, która została poddana wzajemnej recenzji naukowej jest stosunkowo niewielka, wynika to z tego, że płótno udostępniono do badania tylko niewielkiej liczbie naukowców, a ponadto tylko kilka próbek zostało dopuszczonych do pobrania z obiektu, co sprawia, że kompleksowa analiza naukowa jest trudna. Ze względu na ten brak danych naukowych i sprzeczne informacje historyczne, powstanie, charakter i sposób utrwalenia wizerunku do dziś pozostaje niejasny.
Wyniki interdyscyplinarnych badań nad całunem są interpretowane różnorodnie. Część badaczy opowiada się za autentycznością relikwii jako prawdziwego płótna, w które miało zostać zawinięte ciało Jezusa z Nazaretu. Na tej podstawie niektórzy wskazują na związek całunu ze zmartwychwstaniem Jezusa. Inni badacze uważają, że całun jest dziełem, wykonanym w okresie średniowiecza lub renesansu. Pewne badania sugerują, że wizerunek mógł powstać w wyniku promieniowania, jednak teorie te, mają charakter marginalny, nie zostały powszechnie zaakceptowane przez środowisko naukowe.
Kościół katolicki oraz większość innych chrześcijańskich Kościołów i związków wyznaniowych nie zajmuje jednoznacznego stanowiska co do autentyczności całunu jako płótna, w które owinięto Jezusa Chrystusa. Wiele z tych wspólnot pozostawia tę kwestię osobistym przekonaniom wiernych. Oficjalne stanowisko Kościoła katolickiego wskazuje, że autentyczność całunu nie jest warunkiem prawdziwości nauczania Chrystusa.
Nauka interdyscyplinarna zajmująca się badaniem całunu nosi nazwę syndologii (od włoskiego określenia Santa Sindone, czyli „Święty Całun”).
W 1989 roku przeprowadzono datowanie radiowęglowe pobranej z całunu fragmentu tkaniny, które wskazało, że pochodzi ona z XIV wieku naszej ery, co jest zgodne z pojawieniem się Całunu. Po badaniu pojawiło się wiele hipotez i badań eksperymentalnych, które miały zdyskredytować to badanie albo w inny sposób wykazać pochodzenie Całunu z I w. n.e. Dowody ze znaczących opublikowanych do tej pory raportów, które podważają datowanie radiowęglowe, są niewystarczające, aby obalić jego wyniki.

## Opis całunu
Całun Turyński jest kawałkiem ręcznie tkanej tkaniny o wymiarach: długość 437 cm oraz szerokość od 112,5 do 113 cm (po konserwacji w 2002 roku) a masę około 2,5 kg. Płótno utkane zostało z nici lnianej, z niewielką domieszką włókien bawełny indyjskiej, splotem „trzy na jeden”. Widoczne są liczne konserwacje pochodzące z XVI wieku.
Na całunie znajduje się wizerunek nagiego mężczyzny o atletycznej budowie ciała, z brodą i długimi włosami zaplecionymi w liczne luźne warkocze. Jego ciało jest oznaczone licznymi ranami, w tym pojedynczą raną kłutą między piątym a szóstym żebrem.

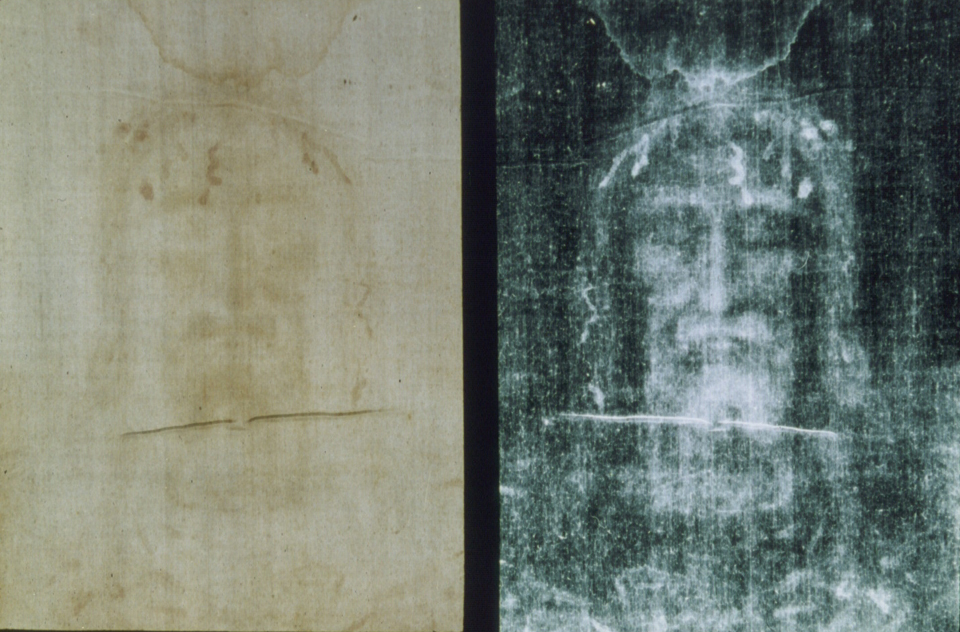
Pozytyw i negatyw twarzy z całunu

Niespójności anatomiczne w przedstawieniu Całunu, sugerują, że obraz ciała nie jest realistyczny dla ludzkiego ciała.

## Opis obrazu widocznego na płótnie
Pomijając łaty, miejsca zagięć i uszkodzenia na całunie, można wyróżnić dwa rodzaje obrazu. Pierwszy z nich powstał w wyniku kontaktu tkaniny z płynami, które miały z nią styczność w historii (André Marion i Anne-Laure Courage w książce Całun Turyński – nowe odkrycia nauki określają go jako „obraz odciśnięty”). Drugi obraz, widoczny z przodu i tyłu, przedstawia sylwetkę człowieka w kolorze sepii (autorzy nazywają go „obrazem ciała”).
Oba obrazy nakładają się na siebie, tworząc podwójny obraz.
Obraz odciśnięty składa się z brunatnoczerwonych plam krwi oraz innych płynów ustrojowych (m.in. surowicy i potu), a także innych śladów płynów, takich jak pozostałości po wodzie użytej do skrapiania płótna podczas pożaru w Chambéry. Prawdopodobnie również napisy odkryte na całunie są tego rodzaju odciskami.
Obraz ciała, przypominający negatyw fotograficzny, jest znacznie słabiej widoczny niż odciski. Charakteryzuje się brakiem wyraźnych konturów i zanika w miejscach pokrytych śladami krwi — co sugeruje, że najpierw powstały ślady krwi, a następnie obraz ciała na obszarach niezakrwawionych. Obraz ciała jest jednak widoczny w miejscach ze śladami wody oraz znakami graficznymi, gdzie jego intensywność zmienia się wraz z intensywnością napisów.

### Cechy obrazu odciśniętego
Badania obrazu odciśniętego wskazują, że powstał on w wyniku kontaktu płynów ustrojowych z tkaniną, z wyłączeniem plam wody i napisów. Na podstawie przeprowadzonych eksperymentów określono, że do powstania takiego obrazu niezbędny był czas kontaktu zwłok z płótnem rzędu około 30 godzin. Badacze zwracają uwagę na trudny do wyjaśnienia brak śladów odrywania płótna — aby obraz został zachowany w obecnej formie, płótno musiałoby zostać oderwane od ciała najpóźniej po około 40 godzinach.
Sposób utrwalenia wizerunku pozostaje nierozwiązanym zagadnieniem dla współczesnej nauki. Wskazuje na to m.in. nietypowa rozdzielczość obrazu, wyjątkowa głębokość zabarwienia tkaniny, molekularne zmiany wewnątrz celulozy obecnej w płótnie oraz inne właściwości, których mechanizmy powstania nie zostały dotąd w pełni wyjaśnione ani odtworzone w warunkach laboratoryjnych.

### Cechy obrazu ciała
Obraz odciśnięty jest utworzony przez miejscowe zaciemnienia lnu. W powiększeniu widoczne są jako ciemniejsze od naturalnego lnu niewielkie pałeczki na grzbietach włókien tkaniny. Pałeczki te są ustawione prostopadle do kierunku pasów tkaniny i tworzą formę drukową, widoczną jako obraz ciała. Odległość między pałeczkami wynosi około 0,55 mm, a widoczna makroskopowo zmiana zabarwienia płótna zależy od wielkości i intensywności zaciemnienia pałeczek (w jasnych miejscach pałeczki są mniejsze i jaśniejsze, w ciemnych – większe i ciemniejsze). Badania wykazały, że pałeczki nie są naniesione na płótno, np. jako barwnik użyty przez malarza, lecz wynikają z lokalnego powierzchniowego utlenienia włókien na głębokości do 40 mikronów. Analiza fourierowska obrazu ciała wskazuje, że nie powstał on w wyniku pracy malarskiej – wykryto jedynie periodyczność związaną ze splotem tkaniny, natomiast nie zaobserwowano periodyczności związanej z kierunkiem ruchu pędzla.

### Złożenie obrazu odciśniętego i obrazu ciała
Obraz ciała pokrywa się z obrazem odciśniętym, jednak między nimi występują różnice. Obraz odciśnięty wykazuje deformacje, które najprawdopodobniej wynikają z faktu, że płótno było owinięte wokół ciała. Przykładem jest przesunięcie plam krwi na zewnątrz względem miejsc, w których znajdowałyby się, gdyby płótno było ułożone płasko nad i pod ciałem. Przesunięcie to zwiększa się w kierunku bocznych krawędzi płótna, natomiast w osi ciała nie jest widoczne. W odróżnieniu od obrazu odciśniętego, obraz ciała nie wykazuje tych deformacji i przypomina obraz powstały na płaskiej kliszy fotograficznej, z zachowaniem wizerunku z przodu i z tyłu ciała. Ponadto, ciężar ciała nie wpływał na obraz, gdyż intensywność obrazów przedniej i tylnej części ciała jest zbliżona.

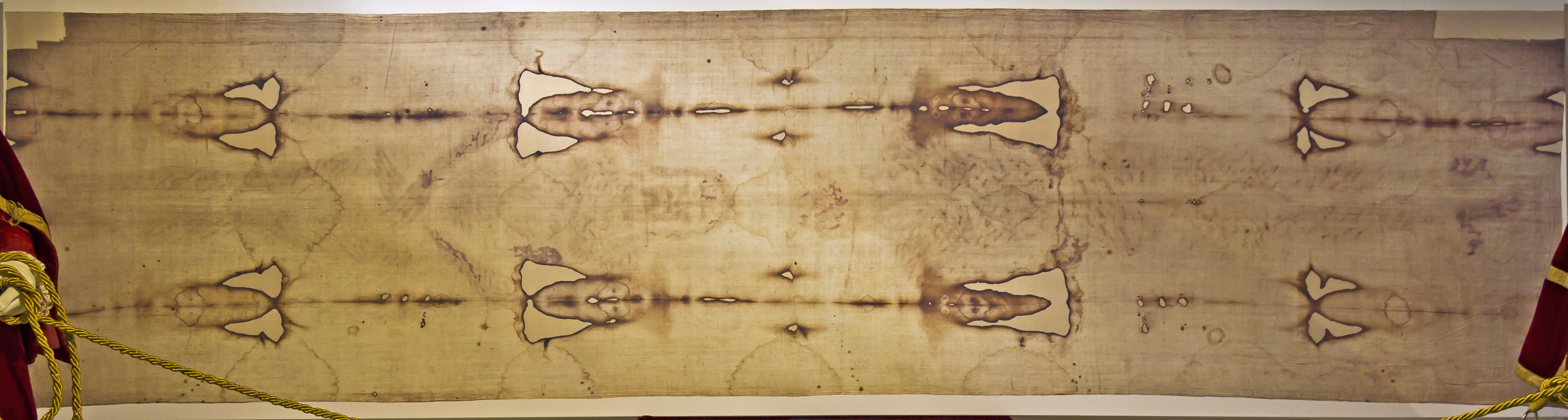
Replika Całunu Turyńskiego znajdująca się w Real Santuario del Santísimo Cristo de La Laguna na Teneryfie (Hiszpania)

## Historia całunu
Historię lnianego płótna z wizerunkiem nagiego mężczyzny podzielić można na dwa okresy. Jeden z nich nazwać można obiektywną albo udokumentowaną historią. Jest to okres od 1357 roku, kiedy to całun po raz pierwszy został wspomniany w zachowanym do dziś dokumencie (i od tego czasu jego historia jest nieprzerwanie udokumentowana), do dzisiaj. Jeśli chodzi o okres do 1357 roku, Całun Turyński jest utożsamiany (na podstawie analizy zachowanych dokumentów) ze wspominanymi w różnych źródłach innymi tkaninami: płótnem, jakie otrzymał król Edessy Abgar V, mandylionem oraz tetradiplonem. Brak jednak bezpośrednich dokumentów pozwalających na jednoznaczne wykazanie ciągłości historycznej między tymi obiektami a Całunem Turyńskim.

### Ewangelie a Całun Turyński
Pierwsze relacje na temat płótna pogrzebowego Chrystusa można znaleźć w ewangeliach, przy czym należy zwrócić uwagę, że pierwsze trzy ewangelie, zwane synoptycznymi (Marka, Mateusza i Łukasza), przy opisie pogrzebu Jezusa używają pojęcia sindón (całun). Ewangelia Jana natomiast wspomina o płótnach używając pojęcia (othonia). Dodatkowo Jan przy opisie pustego grobu wspomina jeszcze o chuście (soudarion), o której nie piszą pozostali ewangeliści.
Kolejnym źródłem, które mówi o płótnach pogrzebowych Jezusa, a dokładniej wspomina, co się z nimi stało po jego śmierci, jest pochodząca z II wieku Ewangelia Hebrajczyków, cytowana później przez św. Hieronima w De viris illustribus. Śledząc ten dokument, można dowiedzieć się, jakoby Jezus miał oddać swój całun „słudze kapłana” (Puero). Przy czym należy zauważyć, iż wśród historyków i badaczy całunu panuje pewna rozbieżność, bowiem niektórzy uważają, że kopista przepisujący Ewangelię Hebrajczyków pomylił się i zamiast słowa Puero w oryginale znajdowało się słowo Petro (Piotr). Stąd wniosek, iż po śmierci Jezusa płótno (lub płótna) mogło być zabrane przez św. Piotra. Tę relację potwierdzałby częściowo inny dokument pochodzący z IV wieku. W relacji św. Niny, ewangelizującej Gruzję, zamieszczona jest pewna wzmianka o płótnach Chrystusowych. Według niej płótna pogrzebowe przez pewien czas posiadała żona Piłata, potem przeszły w ręce ewangelisty Łukasza, a następnie miały trafić do Piotra. Niestety tak skromna baza źródłowa nie pozwala na dokładne ustalenie tego, co mogło się stać z płótnami Jezusa. Wielu badaczy całunu uważa, iż dzieje tej tkaniny należy łączyć z Edessą, jednym z pierwszych chrześcijańskich miast na Bliskim Wschodzie. Wiadomo, że pierwsi chrześcijanie wskutek prześladowań musieli uciekać z Jerozolimy. Być może schronienie znaleźli właśnie w Edessie i tam też mogło trafić płótno. Ponadto część historyków wiąże obecność płótna w Edessie z legendą o korespondencji Jezusa z królem Abgarem.

### Legenda o korespondencji Jezusa z królem Abgarem

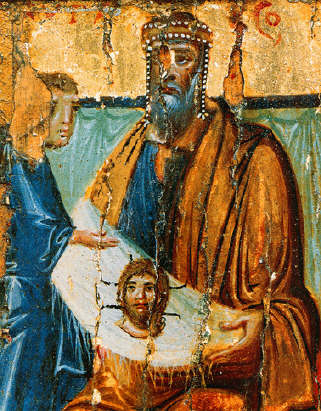
Ikona z X w., która przedstawia Abgara V z mandylionem

Abgar V Ukkama bar Ma’nu (Czarny), postać historyczna (panował w latach 13–50 n.e.), był królem państwa Osroene ze stolicą w Edessie. Według różnych przekazów Abgar cierpiał na nieuleczalną chorobę, prawdopodobnie czarny trąd, i kiedy usłyszał o działalności Jezusa z Nazaretu, wysłał swego posłańca z prośbą o przybycie Jezusa do Edessy, aby go uzdrowił. Najstarszą znaną wersją o Abgarze jest przekaz zawarty w Historii kościelnej Euzebiusza z Cezarei z 325 roku. Według jego relacji posłaniec Abgara, Ananiasz, zaprasza Jezusa do Edessy, ale ten odmawia. Przekazuje list do Abgara i obiecuje wysłać jednego ze swoich uczniów, który ma go uzdrowić. Inny przekaz tej legendy znajduje się w pochodzącej z IV wieku Nauki Addaja (Doctrina Addai), przy czym legenda ta jest tutaj zmodyfikowana: posłaniec Hannan (Ananiasz) maluje portret Jezusa i zabiera go do Edessy. Jezus wysyła także list do Abgara, w którym gwarantuje miastu bezpieczeństwo. Abgar po zobaczeniu cudownego wizerunku zostaje uleczony. Natomiast manuskrypty syryjskie z Nitry (również IV wiek) przedstawiają historię tak: Jezus wysyła tylko list do Abgara, obiecując pomoc, a po jego śmierci uczniowie wysyłają do Abgara posłańca (Addai – Thaddaeus), który przywozi odbicie i uzdrawia Abgara. Jeszcze inna relacja znajduje się w pochodzących z VI wieku Akt Tadeusza, będących zmienioną wersją Nauk Addaja. Według tej wersji posłaniec Ananiasz nie jest w stanie namalować portretu, dlatego też Jezus, wiedząc o tym, poprosił o obmycie mu twarzy, a następnie osuszył ją płócienną chustą i oddał posłańcowi (który zaniósł chustę do Abgara). Jak słusznie zauważa historyk Ian Wilson, wszystkie te opowieści, prawdziwe lub nie, w jakimś stopniu usiłują wytłumaczyć obecność płótna w Edessie i dlatego dalsze losy tego płótna łączy się z tym miastem. Przekazy mówią, że po cudownym uleczeniu Abgar miał przyjąć chrześcijaństwo, ale po jego śmierci Edessa znów wróciła do dawnych wierzeń, a chrześcijanie byli prześladowani. Być może, jak twierdzi Wilson, płótno Chrystusowe zostało ukryte w murach miasta z obawy przed zniszczeniem przez wrogów nowej wiary. Faktem jest, że nie ma żadnych źródeł mówiących, co się stało z płótnami w tym okresie.

### Mandylion z Edessy
Według hipotezy Wilsona płótno ukryte w murach Edessy (a tym samym Całun Turyński) należy utożsamiać z tkaniną znalezioną w VI wieku i określaną jako mandylion z Edessy. Pierwsze relacje o tej tkaninie przekazuje ok. 594 roku Ewagriusz Scholastyk (527 – 600), który, wspominając o mandylionie z Edessy, używa pojęcia acheiropoietos (nie ludzką ręką uczyniony). Kronikarz pod datą 544 odnotował cudowne zwycięstwo mieszkańców Edessy nad Persami. Według Ewargiusza właśnie wtedy mandylion miałby się odnaleźć w murach miasta i posłużyć jako palladium przeciwko wojskom perskim Chosroesa I Anoszirwana. Jednakże, jak zauważa Wilson, odnalezienie mandylionu musiało nastąpić wcześniej, a relacja Ewargiusza o odnalezieniu pozostaje tylko legendą. Wilson wskazuje tutaj na 525 rok jako czas odnalezienia płótna. Powołuje się na relację Prokopiusza z Cezarei, który wspomina pod tą datą powódź, jaka nastąpiła w Edessie. Powódź ta spowodowała znaczne zniszczenia miasta i z tego względu przyszły cesarz Justynian I Wielki zdecydował się na jego odbudowę. Z jego polecenia rozpoczęto prace rekonstrukcyjne nad odbudową miasta i właśnie wtedy, zdaniem Wilsona, miało nastąpić odnalezienie płótna, które było od tego czasu czczone jako mandylion z Edessy. Justynian również ufundował kościół Bożej Mądrości, w którym mandylion był przechowywany. Tyle mówi relacja Ewargiusza Scholastyka. We wspomnianych wyżej Aktach Tadeusza, pochodzących mniej więcej z tego samego czasu co kronika Ewargiusza, również pisze się o odnalezieniu płótna w Edessie – ale ponadto autor tego źródła używa na określenie mandylionu pojęcia tetradiplon (złożony na czworo, a raczej czterokrotnie złożony na dwa). Wiadomo z różnych kopii mandylionu z Edessy, że sama tkanina przedstawiała tylko twarz Jezusa, stąd też wniosek Wilsona (jeżeli przyjąć, że mandylion i całun z Turynu to ta sama tkanina), iż Całun Turyński musiał być w przeszłości również złożony. Wilson w swoich badaniach dowodzi możliwości złożenia płótna turyńskiego w taki sposób, aby przedstawiało samą twarz, a potwierdzeniem jego przypuszczenia było badanie tkaniny w 1978 roku, kiedy to amerykańscy naukowcy John Jackson i Eric Jumper, przy użyciu najnowszych technik, dowiedli, że całun w przeszłości był składany.

### Przeniesienie do Konstantynopola
Mandylion był przechowywany w Edessie do roku 944, a jego przeniesienie do Konstantynopola związane jest z wyprawą wojenną bizantyjskiego dowódcy Jana Kurkuasa na kalifaty arabskie. W kwietniu 944 roku Kurkuas oblega Edessę i zmusza jej mieszkańców do wydania mandylionu, płacąc władzom arabskim 12000 drachm w srebrze i uwalniając 200 jeńców. 15 sierpnia 944, w dniu uroczystości Wniebowzięcia Matki Bożej, mandylion przybywa do Konstantynopola i natychmiast zostaje wystawiony w kościele Świętej Marii w dzielnicy Blacherne. Dzień później mandylion zostaje przeniesiony do kościoła Hagia Sophia. Z tego wydarzenia zachował się dokument odkryty w latach osiemdziesiątych XX wieku przez Gino Zaninottiego. Źródło to jest przedstawieniem homilii Grzegorza Referendarza wygłoszonej podczas uroczystego przeniesienia, w której autor wspomina o „krwawiącym boku”. Stąd niektórzy badacze (A. Dubarle) twierdzą, iż obecni przy uroczystości musieli widzieć całe ciało i wyciągają wniosek, że całun był już wówczas ponownie rozwinięty. Wilson natomiast uważa, iż rozwinięcie musiało nastąpić znacznie później (XI–XII wiek), powołując się na ikonografię, w której od tego czasu pojawia się scena opłakiwania, przedstawiająca m.in. Józefa z Arymatei i Nikodema, owijających całe ciało Jezusa. Ponadto jest kilka źródeł z XII-XIII wieku (ok. 1130 – Orderyk Witalis Historia ecclesiastica, XII wiek; Kronika Michała Syryjczyka; Kodeks z Biblioteki Watykańskiej, również XII wiek; Gerwazy z Tilbury Otia imperialia) potwierdzających znajomość przez współczesnych całego płótna.
Bardzo ciekawym dokumentem świadczącym o tym, iż mandylion znajdował się już w Edessie, jest Opowieść o wizerunku z Edessy. Utwór ten powstał na dworze cesarza Konstantyna VII. Znajdują się w nim dwie wersje legendy o Abgarze. Pierwsza wspomina Ananiasza, który miał dostarczyć list Abgara do Jezusa z prośbą o przybycie, a jeżeliby się to nie udało, miał namalować Jezusa. Jezus wysyła odpowiedź, że nie może przybyć, ale obiecuje wysłać po swojej śmierci jednego ze swych uczniów, który go uzdrowi. Zapewnia również bezpieczeństwo miastu oraz obmywa twarz ręcznikiem i daje go Ananiaszowi, polecając dostarczyć go Abgarowi. Druga wersja przedstawiona przez autora wspomina, iż Jezus przed śmiercią wytarł w „ręcznik” krwisty pot, oddał Tomaszowi i polecił go zanieść po swoim wniebowstąpieniu (za pośrednictwem Tadeusza) Abgarowi, spełniając prośbę z listu. Tadeusz miał go przekazać, a Abgar po uzdrowieniu miał umieścić wizerunek w pozłacanej ramie. Autor tego dokumentu wspomina, iż wiadomości te zaczerpnął ze starych manuskryptów syryjskich. Ponadto od roku 1000 obecność mandylionu w Konstantynopolu poświadczają nam spisy relikwii przechowywanych w Wielkim Pałacu (Bukoleon) oraz różnego rodzaju relacje pielgrzymów, czy też kronikarzy. W roku 1080 cesarz Aleksy I Komnen prosi cesarza Henryka IV i Roberta z Flandrii o pomoc w obronie relikwii zebranych w Konstantynopolu, szczególnie „płócien znalezionych w grobie po zmartwychwstaniu”. W roku 1147 król Francji Ludwik VII podczas pobytu w Konstantynopolu oddaje cześć całunowi. Kolejnym potwierdzeniem jest relacja kronikarza Wilhelma z Tyru, opisującego wizytę w Konstantynopolu króla jerozolimskiego Amalryka I. Wilhelm pisze o syndonie (sudarium). Jeszcze inna relacja pochodzi z 1201 roku. Mikołaj Mesarites, stróż relikwii przechowywanych w kaplicy Matki Bożej z Faros w pałacu cesarskim, wspomina o dwóch rodzajach płócien grobowych, które miałyby znajdować się w Konstantynopolu: entaphioi sindones (pł. grobowe) i kai otonai kai ta soudaria (płótna i chusty). Ostatnim źródłem mówiącym o tej relikwii w Konstantynopolu przed jej zniknięciem w 1204 roku jest relacja kronikarza czwartej krucjaty, Roberta de Clari, który w swoim dziele Zdobycie Konstantynopola pisze, że przed zdobyciem miasta w każdy piątek wystawiano w kościele Świętej Marii w dzielnicy Blacherne sydoine, na którym był widoczny wizerunek Chrystusa.

### Całun po 1204 roku
12 kwietnia 1204 krzyżowcy IV krucjaty zdobywają Konstantynopol. Jeden z kronikarzy krucjaty, Robert de Clari, pisze, że całun znika z miasta. Istnieje kilka hipotez przedstawiających dalsze dzieje całunu (mandylionu), z których najczęściej przyjmuje się teorię grecką i teorię templariuszy.
Zwolennicy teorii greckiej uważają, iż po zdobyciu Konstantynopola całun trafia do Aten, stając się własnością księcia Aten, Ottona de La Roche. Powołują się tutaj, między innymi, na list Teodora I Laskarysa, z 1 VIII 1205, do papieża Innocentego III (1198-1216), informujący o tym, iż całun został zabrany przez krzyżowców do Aten. W roku 1208 całun miałby zostać przekazany przez ojca Ottona, Poncea de la Roche, w darze arcybiskupowi Besançon, Amadeuszowi de Tremelay. Tam miał przebywać do roku 1349, kiedy to w wyniku pożaru katedry w Besançon całun znika i w kilka lat później pojawia się w rękach Gotfryda de Charny. Inna wersja tej teorii mówi z kolei, że Otton de La Roche przywozi w roku 1208 całun do swojego zamku w La Roche-sur-L’Ognon w Le Doubs koło Besançon. W roku 1340 Gotfryd de Charny po raz drugi zawiera związek małżeński, z niejaką Joanną de Vergy, prawnuczką Ottona de la Roche. W ten sposób całun miałby się znaleźć w rękach rodu de Charny.
Teoria templariuszy, której autorem jest Ian Wilson, zakłada, iż całun dostaje się w ręce zakonu templariuszy. Płótno do roku 1291 miałoby przebywać w Akce, jednej z ostatnich twierdz krzyżowców w Palestynie, a następnie miało trafić na Cypr. W 1306 roku całun zostaje przewieziony do Paryża, gdzie znajduje się główna siedziba tego zakonu: Templum. 13 października 1307 roku zakon rycerski templariuszy zostaje oskarżony przez króla Filipa IV Pięknego o herezję i kult tajemniczego „bożka” w postaci głowy z brodą (w roku 1945 w Templecombe w Anglii odnaleziono na suficie dębowy panel datowany na koniec XIII w. z wymalowanym na nim wizerunkiem brodatej twarzy, która jest bardzo podobna do przedstawienia z całunu; podobnie we Francji, w kaplicy św. Marii du Menez-Hom, znajduje się krzyż, na którym zamiast figury ukrzyżowanego Chrystusa znajduje się tzw. mandylion templariuszy, czyli poprzeczny prostokąt z kamienia, na którym wyrzeźbiona jest płaskorzeźba przedstawiająca samą twarz Jezusa), wskutek czego jego członkowie zostają aresztowani. 19 marca 1314 roku zostaje spalony na stosie ostatni mistrz zakonu templariuszy Jakub de Molay. Wraz z nim ginie również preceptor Normandii, niejaki Gotfryd de Charnay. Wilson sądzi, iż jest to przodek Gotfryda de Charny. Podczas studiów nad dokumentami związanymi z procesem zakonu templariuszy badaczka tajnych archiwów watykańskich Barbara Frale natknęła się na wzmiankę o młodym Francuzie nazwiskiem Arnaut Sabbatier, który wstąpił do zakonu w roku 1287. W swoich zeznaniach ujawnił on, że w ramach obrzędu inicjacyjnego został zaprowadzony w „tajemne miejsce, do którego dostęp mieli tylko bracia templariusze”. Tam pokazano mu „długie, lniane płótno, przedstawiające odbicie postaci mężczyzny” i nakazano oddawać wizerunkowi cześć, trzykrotnie całując jego stopy.
Ponadto należy dodać, iż istnieją dokumenty mówiące o sprzedaży lub podarowaniu w roku 1247 (lub 1248) królowi Francji, Ludwikowi IX, płótna określanego jako Sainte Toile przez cesarza łacińskiego w Konstantynopolu, Baldwina II – co świadczyłoby o tym, iż całun przynajmniej do tego roku pozostawał w Konstantynopolu. Niestety, nie ma zgodności co do tego, jakie były dalsze losy tego płótna. Niektórzy (S. Runciman) uważają, iż relikwia po umieszczeniu w Sainte Chapelle w Paryżu została zniszczona w 1792 roku podczas rewolucji francuskiej. A. Dubarle twierdzi natomiast, że płótno po zakupie przez Ludwika IX zostało następnie oddane jakiemuś wasalowi i w ten sposób miało trafić do rodziny de Charny.

### Własność rodziny de Charny
Obiektywna (tzn. potwierdzona w wiarygodnych dokumentach) historia przedmiotu nazywanego obecnie Całunem Turyńskim zaczyna się dopiero w 1357, kiedy pojawia się on w Szampanii, w miejscowości Lirey, gdzie jako własność Joanny de Vergy, wdowy po rycerzu Godfrydzie de Charny, jest obiektem kultu w miejscowym kościele pod nazwą „całun z Lirey”. Żaden dokument nie precyzuje daty nabycia całunu przez rodzinę de Charny (która następnie dodała do swego herbu wyobrażenie całunu oraz postać pielgrzyma).
Pierwsze wiadomości o kulcie całunu w Lirey pochodzą z lat 1350. W 1356 roku biskup Troyes, Henryk z Poitiers, konsekrował kolegiatę w Lirey, a rok później przyznał odpusty pielgrzymom nawiedzającym wystawiany tam całun. Joanna de Vergy (wdowa po Gotfydzie I de Charny) bezskutecznie starała się po 1389 r. o regularne wystawianie całunu w kolegiacie. O wystawieniu z 1357 r. dowiadujemy się z pism kolejnego biskupa Troyes, Pierre’a d’Arcis. W związku ze staraniami Gotfryda II de Charny o wystawianie całunu domagał się on (wpierw od króla Francji Karola VI, a następnie papieża Klemensa VII) zakazu wystawiania całunu oraz jego konfiskaty. Powoływał się przy tym na opinię bp. Henryka z Poitiers mającego rzekomo posiadać informacje o tym, że całun miał być dziełem współczesnego mu malarza. Sprzeczność ww. faktów (błogosławieństwo udzielone pielgrzymom do całunu i twierdzenie o fałszerstwie) wysuwana jest obecnie jako dowód na to, że bp. Pierre d’Arcis mijał się z faktami. Ostatecznie papież Klemens VII bullą z 6 stycznia 1390 r. zezwolił kanonikom z Lirey na wystawianie całunu i udzielanie odpustów (jednak bez uroczystych ceremonii i bez jednoznacznego nazywania ich prawdziwymi płótnami pogrzebowymi) oraz zabronił bp. Pierre’owi d’Arcis sprzeciwiać się temu. Materialnym potwierdzeniem historii całunu w tych latach jest ołowiany medalion (wydobyty w 1855 roku z dna Sekwany), na którym przedstawiono rozwinięty całun przy końcach którego znajdują się herby Gotfryda I de Charny i Joanny de Vergy. Przypuszcza się, że była to pamiątka nawiedzenia całunu zgubiona przez średniowiecznego pielgrzyma.
W 1370 biskup z Troyes, Henri de Poitiers, zabronił oddawania czci całunowi, uznając go za fałszywy.
Zapewne Całun Turyński popadłby w zapomnienie, gdyby nie powtórne małżeństwo wdowy po Godfrydzie de Charny, Jeanne, która poślubiła Aymona de Genève, wuja ówczesnego papieża (włoskiego antypapieża) Klemensa VII. Ponieważ posiadanie ważnej relikwii oznaczało zwiększenie dochodów, Klemens VII pozwolił swemu wujowi w 1389 na ponowne umieszczenie całunu w kościele w Lirey. Ta decyzja papieża wywołała oburzenie biskupa z Troyes, Pierre’a d’Arcis, który zakazał oddawania czci całunowi, a do papieża napisał wyjaśnienie, iż całun jest relikwią fałszywą, zakazaną już przez poprzedniego biskupa. D’Arcis wyjaśnił, że całun jest zręcznym malowidłem wykonanym (aby zwiększyć napływ pielgrzymów i dochody) przez malarza, który jest osobiście znany biskupowi.
Duchowni z Lirey odmówili podporządkowania się zakazowi biskupa i odwołali się bezpośrednio do papieża, który bullą z 6 stycznia 1390 postanowił: ...trzeba ostrzegać lud w chwili największego napływu [wiernych] i powiedzieć głośno i wyraźnie..., że to wyobrażenie nie jest prawdziwym całunem Pana Naszego, lecz tylko malowidłem albo obrazem całunu.
Pod tym warunkiem papież pozwolił na pozostawienie całunu w kościele. Następnie, z obawy przed zniszczeniem całunu przez wojskowych maruderów, został on przekazany wnuczce Godfryda, Małgorzacie de Charny.

### Burzliwe losy całunu w XV wieku
Małgorzata de Charny wywiozła całun w 1418 do Monfort – zamku swojego męża Humberta de Villersexel, hrabiego de la Roche – a następnie do innego zamku w Saint-Hippolyte-sur-Doubs. Po śmierci hrabiego kanonicy z Lirey wytoczyli proces Małgorzacie, aby zwróciła im całun, jednak przegrali proces i Małgorzata wywiozła relikwię do Liège i Genewy.
W 1453 Małgorzata kupiła zamek Varambon w zamian za całun. 22 marca 1453 r. Małgorzata de Charny przekazała całun Annie, żonie Ludwika Sabaudzkiego. W następstwie tego została Małgorzata, na wniosek kanoników z Lirey (ciągle domagających się zwrotu tkaniny), w 1457 roku ekskomunikowana (kara ta została cofnięta po jej śmierci dzięki rekompensacie wypłaconej kanonikom przez Ludwika Sabaudzkiego). Od tej pory relikwia stała się własnością książęcej rodziny sabaudzkiej, która przenosi całun do Świętej Kaplicy kolegiaty w Chambéry. W 1464 książę Ludwik I Sabaudzki zgodził się wypłacać kanonikom z Lirey rentę w zamian za rezygnację z praw do całunu.
Po 1471 całun często jest przenoszony do kościołów w: Vercelli, Turynie, Ivrea, Chambéry, Savigliano, Rivoli i Pignerol.

### Od XVI do XXI wieku

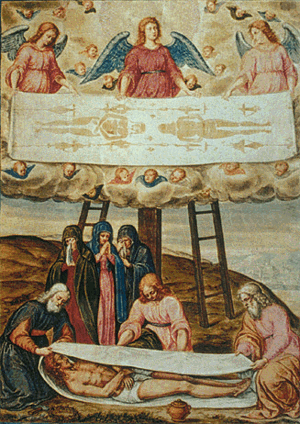
Obraz Giovanniego Battisty della Rovere (1575-1640), eksponowany obecnie w Galleria Sabauda w Turynie. Przedstawia, w jaki sposób całun owija ciało Jezusa

Z 3 na 4 grudnia 1532 w Świętej Kaplicy w Chambéry wybuchł pożar. Całun został uratowany w ostatniej chwili, gdy srebrna skrzynka, w której go przechowywano, zaczęła się topić. Relikwia „została uratowana przez czterech mężczyzn, w tym dwóch franciszkanów, którzy rzucili się w ogień, wiadrami wody schłodzili skrzynię i wyciągnęli ją na zewnątrz”. Wówczas całun został nadpalony w 48 miejscach. Zdaniem włoskiego naukowca Giorgio Tessiore temperatura wewnątrz relikwiarza podczas pożaru wynosiła 280 stopni Celsjusza. Uszkodzenia zostały naprawione w 1534 przez klaryski, które wszyły szesnaście łat, w postaci trójkątnych kawałków płótna.
W 1578 książęta Sabaudii przenieśli całun do Turynu (który był stolicą ich państwa od 1562).
W 1581 została opublikowana praca teologiczna o całunie, napisana przez Emanuela Philibertusa Pingoniusa, barona Cusiaco, zatytułowana Całun Ewangeliczny. Z dodatkiem niektórych hymnów i znaczniejszych bulli papieskich.
W 1627 została opublikowana w Turynie praca teologiczna o całunie, napisana przez Agaffino Solaro, biskupa diecezji Fossano i Saluzzo, wydana w dwa lata po śmierci autora.
Ostatni król Włoch Humbert II zapisał całun papieżowi w swym testamencie. W chwili śmierci Humberta II, 18 marca 1983, całun przeszedł na własność Stolicy Apostolskiej. W 1997 całun został ponownie uratowany z pożaru katedry w Turynie.

## Badania autentyczności całunu

### Wczesne badania
Badania całunu rozpoczęto pod koniec XIX wieku. Analizy przeprowadzano przy użyciu większości znanych wówczas technik chemicznych, fizycznych i optycznych. Wyniki badań zarówno wspierających hipotezę autentyczności, jak i sugerujących fałszerstwo, były wielokrotnie kwestionowane, a publikacje krytykujące te badania również poddawano wątpliwościom. Ponadto dostęp do całunu w celu prowadzenia badań jest ograniczony ze względu na jego unikatowy charakter.

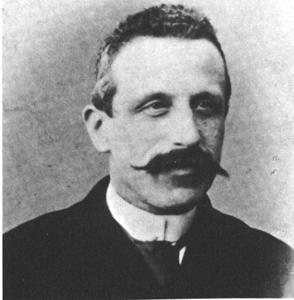
Secondo Pia, odkrywca wizerunku Jezusa na Całunie Turyńskim (1898)

Pierwsze zainteresowanie naukowe całunem wywołały fotografie wykonane przez adwokata Secondo Pia w 1898 roku. Zadanie udowodnienia fałszerstwa powierzono Yvesowi Delage, który był znany z krytycznego stosunku do religii. W 1902 roku, po przeprowadzeniu badań, stwierdził on, że prawdopodobieństwo, iż całun nie pochodzi od ciała Chrystusa, wynosi 1 do 10 miliardów. Zaznaczył również, że „szczegóły anatomiczne postaci, jak i ślady ran na płótnie są z punktu widzenia medycyny zbyt dokładne, by mogły być dziełem malarza”.
Kolejne zdjęcia wykonał Giuseppe Enrie w roku 1931.

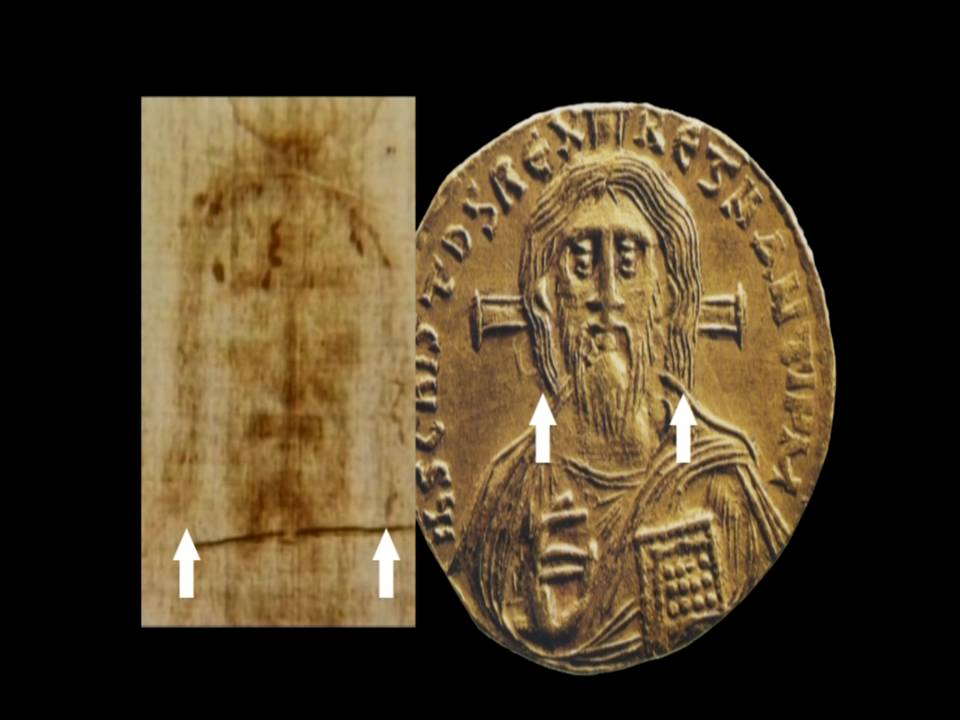
Porównanie wizerunku Jezusa na Całunie oraz monecie z czasów cesarza Justyniana z VIII wieku

Pierwsza syndologiczna konferencja naukowa odbyła się latem 1939 roku w Turynie. Wystąpili na niej profesorowie medycyny Ruggero Romanese i Giovanni Judica Cordiglia, którzy niezależnie stwierdzili, że:
- na całunie znajduje się odbicie przedstawiające postać człowieka, której ciało nosi ślady męki,
- ich zdaniem wizerunek nie powstał jako dzieło średniowiecznego malarza.
- Profesor Pierre Barbet zwrócił uwagę, że płótno odzwierciedla szczegóły anatomiczne i fizjologiczne ciała osoby umierającej w wyniku ukrzyżowania, które nie były powszechnie znane w średniowieczu[13]. Przed II wojną światową ustalił, że gwoździe przybito do nadgarstków, a nie do dłoni, co potwierdziły późniejsze badania lekarzy takich jak Pierluigi Baima Bollone, Lamberto Coppini i Frederick Zugibe. Rany po gwoździach widoczne są na całunie właśnie w okolicy nadgarstków. Według nich, gdyby całun był średniowiecznym fałszerstwem, to rany te zostałyby umieszczone na dłoniach, co było wtedy powszechnym wyobrażeniem ukrzyżowania — tak jak to widać na wielu ówczesnych obrazach[13].

### Porównanie z innymi wizerunkami Jezusa

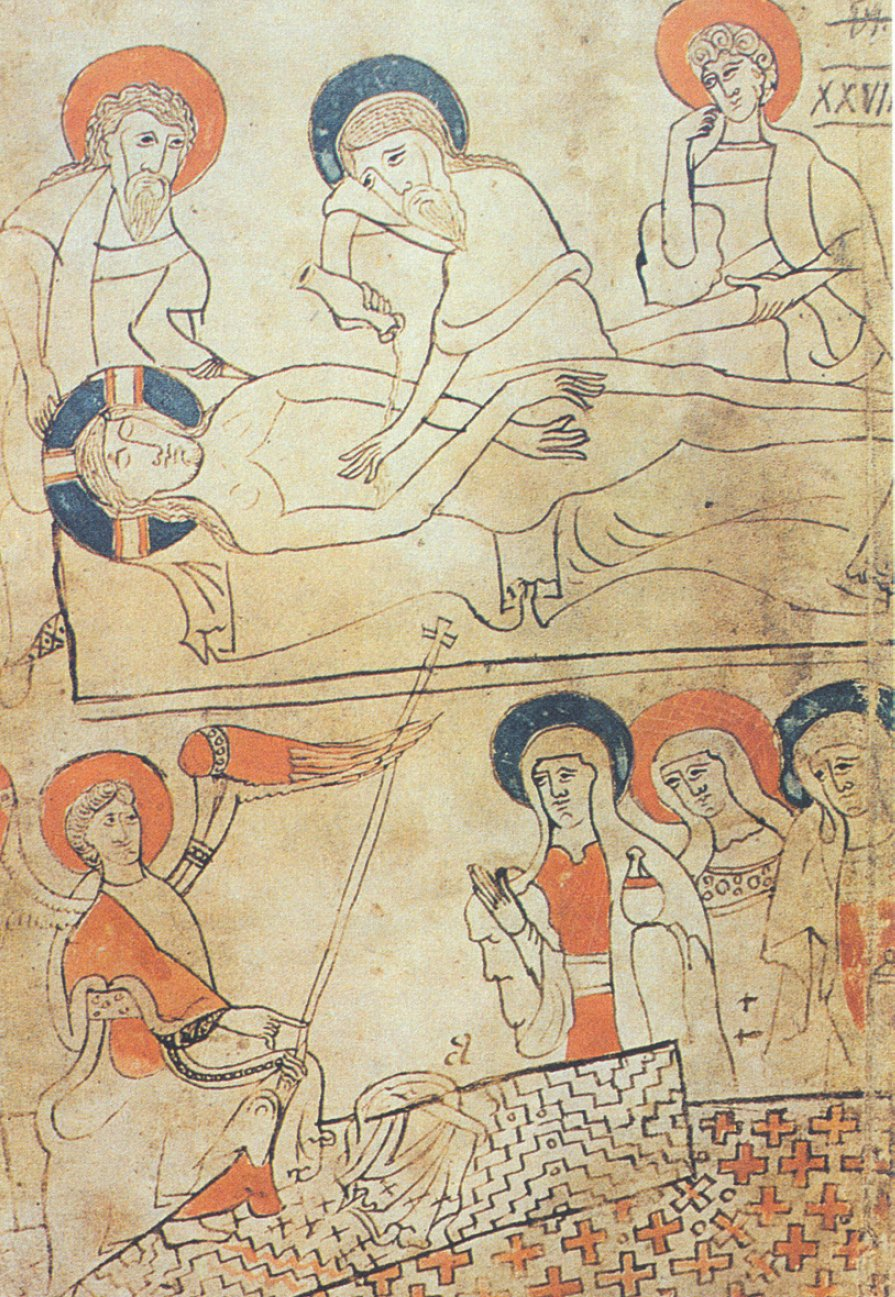
Miniatura z Węgierskiego Manuskryptu Praya 1192–1195

Twórca Manuskryptu Praya (1192–1195) pokazał tkaninę z nietypowym jodełkowym splotem, ułożenie ciała Jezusa i charakterystyczne cechy anatomiczne — jak cztery palce na każdej ręce, bo kciuki są schowane do środka dłoni. Na ilustracji widać ten sam wzór powtarzających się otworów w kształcie litery „L”, który jest też na Całunie Turyńskim. Istnieje hipoteza, że ilustrator Kodeksu Praya przebywał w Konstantynopolu (gdzie miał możliwość zobaczyć Całun Turyński) wraz z przyszłym królem Węgier Belą III.

### Pyłki roślin i ślady DNA

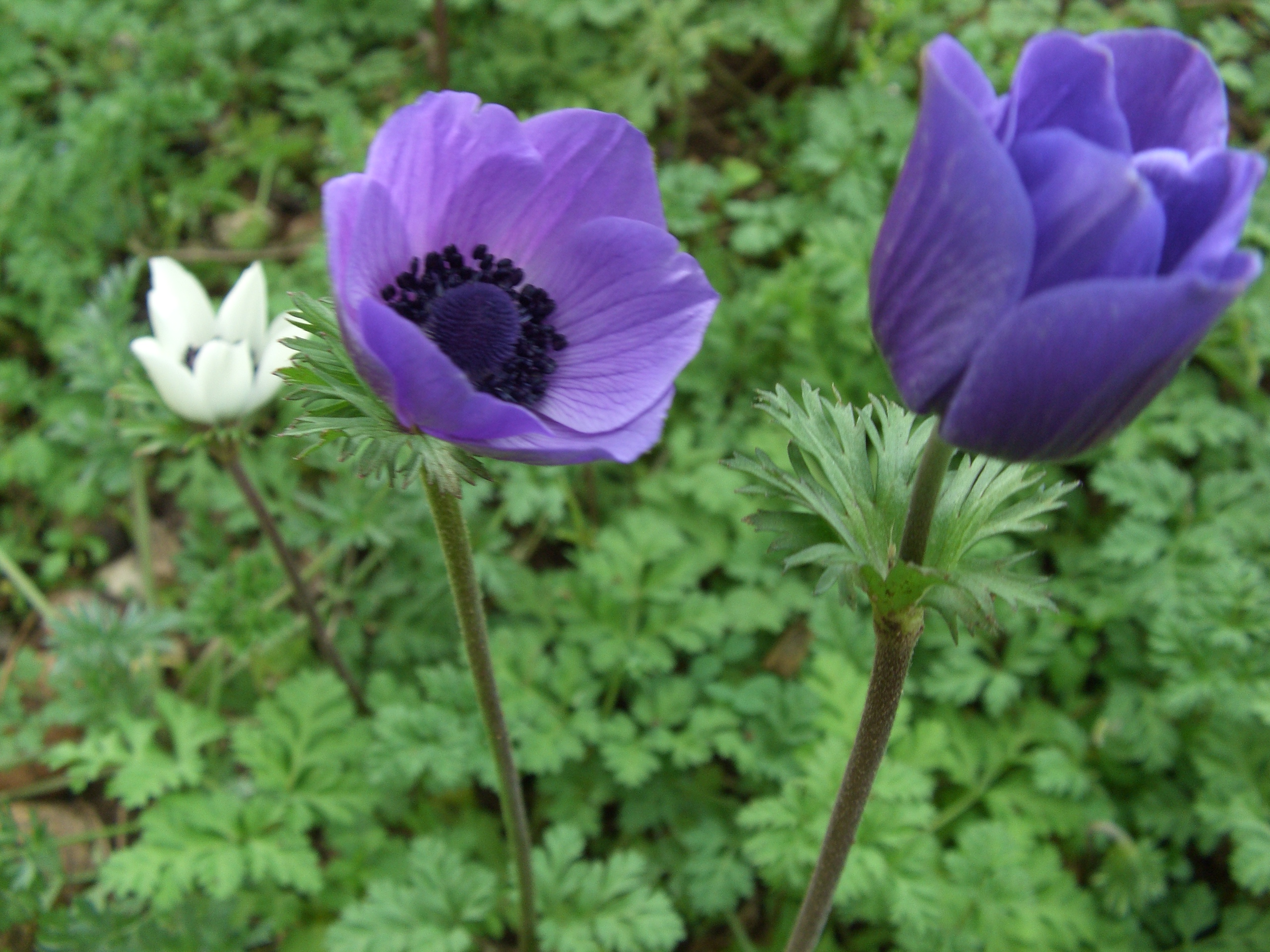
Na Całunie odkryto ślady pyłków 58 gatunków roślin, m.in. zawilca wieńcowego (na zdjęciu)

W 1973 i 1978 Max Frei-Sulzer, szwajcarski biolog i kryminolog, badał Całun Turyński. Zdołał zidentyfikować 58 różnych gatunków roślin, których pyłki zostały na całunie. Spośród nich tylko 17 stanowiły rośliny rosnące w Europie, pozostałe 41 charakterystycznych było natomiast dla flory Azji i Afryki. Frei stwierdził, że istnieje tylko jeden obszar geograficzny, w którym spotyka się aż 38 z tych 41 rodzajów pyłków: Judea.
Autentyczność Całunu Turyńskiego badał też Avinoam Danin. Potwierdził wnioski Maxa Freia, że całun prawdopodobnie musiał pochodzić z Judei. Odkrył też na nim pyłki endemiczne dla obszaru Ziemi Świętej: czystka kreteńskiego, parolistu krzaczastego (gatunek kapara) oraz Gundelia tournefortii (gatunek krzewu ciernistego). Wszystkie one kwitną na wiosnę i nie występują razem nigdzie poza Judeą.
Amerykanin Alan Whanger stwierdził też koncentrację pyłków Gundelia tournefortii (krzewu ciernistego) wokół głowy na całunie. Jego zdaniem upoważnia to do wniosku, że korona cierniowa sporządzona została właśnie z cierni tej rośliny.
Współczesne badanie przeprowadzone w 2015 r. i opublikowane w Nature objęło analizę ludzkiego i roślinnego DNA pobranego z Całunu podczas jego odkurzania w 1977 r. i 1988 r. Znaleziono ślady 19 różnych taksonów włączając w to rośliny charakterystyczne dla obszaru śródziemnomorskiego, ale również dla Europy Środkowej, północnej i wschodniej Afryki, Środkowego Wschodu, wschodniej Azji (Chin) i obu Ameryk. Znaleziono również sekwencje ludzkiego, mitochondrialnego DNA należącego do haplogrup typowych dla różnych regionów geograficznych i etnicznych, w tym Europy, północnej i wschodniej Afryki, Środkowego Wschodu i Indii. Zidentyfikowano również DNA pochodzenia zwierzęcego, w tym należącego do różnych gatunków ptaków, a także jedną sekwencję należącą do pewnego gatunku robaka morskiego, typowego dla obszaru północnego Pacyfiku.

### Porównanie z innymi relikwiami
Amerykański profesor Alan Whanger przeprowadził badania porównawcze Całunu Turyńskiego i Sudarionu z Oviedo. Doszedł do wniosku, że układ plam krwi na obu tkaninach był identyczny. Według niego nie ma wątpliwości, że oba te płótna okrywały tę samą osobę, lecz w różnych momentach męki i śmierci. Wszystkie ślady na obu materiałach są zgodne z biblijnym opisem męki, śmierci i pogrzebu Jezusa.
Plamy krwi na Całunie Turyńskim zostały również porównane z inną relikwią, Tuniką z Argenteuil, przez Instytut Optyki w Orsay. Ślady idealnie pokrywały się z ranami na Całunie, zwłaszcza na plecach. Nałożone na twarz Całunu Turyńskiego Całun z Manoppello i Chusta z Oviedo idealnie się pokrywają.

### Badanie techniki malarskiej
Badania całunu przeprowadzone zostały w 1978 roku przez amerykańską grupę badawczą STURP (Shroud of Turin Research Project). W raporcie opublikowanym w 1981 roku napisano, że w badanych fragmentach nie znaleziono barwników ani farb, zaś obraz ma trójwymiarowy charakter. Autorzy podkreślili, że nie są w stanie przedstawić spójnej z naukowego punktu widzenia hipotezy powstania całunu. Wskazali, że zmiany zaobserwowane we włóknach sugerują, że płótno poddawano licznym procesom fizycznym i chemicznym, jak utlenianie czy odwodnienie, które mogą być wywołane w warunkach laboratoryjnych za pomocą środków chemicznych lub ciepła, ale nie tłumaczą całościowo powstania obrazu na całunie.
Wyniki te zostały zakwestionowane przez Waltera McCrone, początkowo członka STURP, który w 1979 roku stwierdził na całunie ślady ochry i innych nieorganicznych barwników stosowanych w malarstwie. Badania te zostały przez niego powtórzone w 1980 roku. Na ich podstawie McCrone przedstawił wniosek, że całun został namalowany około 1355 roku w celu przyciągnięcia wiernych do nowo powstającej świątyni. McCrone również znalazł błękitną ultramarynę, co ciekawe na Całunie nie ma koloru niebieskiego. Wnioski McCrone’a zostały zakwestionowane przez jego współpracownika Marka Andersona, który postulował, że ślady stwierdzone przez McCrone’a były w rzeczywistości śladami organicznymi. Heller stwierdził: Z całego Całunu nie zebrałoby się dość czerwonej ochry czy cynobru na jedną kroplę krwi, a cóż dopiero na całą krew widoczną na nim. Cynober z czasem ciemnieje, a ślady krwi są nadal czerwone.
W grudniu 2011 roku włoscy naukowcy z Narodowej Agencji Nowych Technik i Energii oraz Zrównoważonego Rozwoju Gospodarczego (wł. ENEA, Ente per le Nuove Tecnologie, l’Energia e l’Ambiente) po pięcioletnich badaniach stwierdzili, że głębokość barwienia wynosi około 200 nanometrów, co odpowiada grubości ściany komórkowej pojedynczego włókna materiału. Techniki sprzed XXI wieku nie pozwalają na barwienie na tak małą głębokość. Według Włochów taki efekt można osiągnąć tylko za pomocą lasera z zakresu ultrafioletowego.

### Badania techniki tkackiej
Płótno lniane z całunu przeszło wiele badań naukowych. Najważniejszym z nich jest datowanie metodą izotopową węgla-14 (^14C), wykonywane techniką akceleratorową AMS — obecnie najnowocześniejszą metodą tego typu. W 1988 roku trzy niezależne laboratoria z Zurychu, Oksfordu i Uniwersytetu Arizony w Tuscon ustaliły wiek całunu na lata 1260–1390 n.e. Pomimo pewnych kontrowersji technicznych, żaden ekspert nie podważył wiarygodności tego datowania.
W 2002 roku niemiecka konserwatorka Mechthild Flury-Lemberg, badając całun podczas jego konserwacji, zauważyła, że splot tkaniny jest identyczny z tym, jaki stosowano w żydowskich całunach pogrzebowych odnalezionych w Masadzie, pochodzących z okresu 40 r. p.n.e. – 73 r. n.e.
W 2005 roku Raymond Rogers, który kierował badaniami całunu w 1978 roku, opublikował wyniki analiz wskazujące, że próbka użyta do datowania zawierała nici doszyte do płótna — zostały one zabarwione barwnikiem z marzany barwierskiej (Rubia tinctorum), co utrudnia ich dostrzeżenie gołym okiem. Rogers stwierdził także, że próbka przeznaczona do datowania z 1988 roku zawierała aż 37% waniliny, podczas gdy na głównej powierzchni całunu wanilina już uległa całkowitemu rozpadowi — podobnie jak w starożytnych zwojach znad Morza Martwego. Na tej podstawie szacował, że najstarsze fragmenty całunu pochodzą z przedziału 1000 r. p.n.e. – 700 r. n.e. Według Rogersa laboratoria w 1988 roku zamiast datować całe płótno, faktycznie datowały później doszytą łatę.

### Kształt wizerunku postaci
Badania nad Całunem Turyńskim obejmują również jego kształt w momencie powstawania wizerunku. Uznano, że do żadnych deformacji dojść nie musiało.

### Dodatkowe elementy historyczne Całunu

#### Monety
Wiosną 1979 dwaj włoscy naukowcy, Pietro Ugolotii i Giovanni Tamburelli, niezależnie od siebie dostrzegli w oczodołach człowieka z Całunu małe monety o średnicy 15 mm. Wkrótce potem jezuita o. Francis L. Filas, profesor teologii z Chicago, zidentyfikował oba krążki. Obydwa to monety z brązu, po grecku nazywane lepton, a po hebrajsku prutah. Dokładna analiza napisów na monetach pozwoliła stwierdzić, że pochodzą one z szesnastego roku panowania Tyberiusza, tzn. z roku 29-30 n.e.

#### Ślady aktu zgonu Jezusa
W 1979 zostały odkryte greckie i łacińskie litery w okolicach twarzy człowieka z Całunu. Zostały głębiej zbadane w 1997 przez André Marion, profesora Instytutu Optyki w Orsay. Dzięki analizie komputerowej zostały odkryte następujące napisy:
- INNECEM (od łac. „in necem ibis” – „na śmierć”),
- NNAZAPE(N)NUS (Nazareńczyk),
- IHSOY (Jezus)
- IC (Iesus Chrestus)
- litery IBE(R?) zostały odczytane jako „Tyberiusz”.
- PEZO – „zaświadczam”
- (O)PSE KIA(THO) – „zdjęty wczesnym wieczorem”[32]

W 2009 Barbara Frale, mediewistka, doszła do wniosku po dalszych badaniach, że napis na całunie jest odbiciem aktu zgonu Jezusa. Jej zdaniem mógł brzmieć następująco: W 16. roku panowania Cesarza Tyberiusza Jezus Nazarejczyk zdjęty wczesnym wieczorem po tym, jak został skazany przez rzymskiego sędziego na śmierć, gdyż władze żydowskie uznały go winnym, zostaje odesłany w celu pogrzebania z zastrzeżeniem, że może zostać wydany rodzinie dopiero po upływie pełnego roku. Podpisano przez. W tej sprawie odezwały się też głosy krytyczne, jednak słowa przy użyciu odpowiednich technik rzeczywiście dają się odczytać.

### Badania krwi
W latach 1981–1982 lekarz Pierreluigi Baima Bollone zidentyfikował grupę krwi na całunie jako AB. Grupa AB występuje jedynie u 4–5% populacji ludzkiej, najczęściej jest natomiast spotykana wśród Żydów (18%). Alan Adler oraz John Heller stwierdzili ślady bilirubiny. Została również postawiona hipoteza, że stara krew zawsze nabiera cech grupy krwi AB, co szybko zostało obalone. Obecność krwi potwierdzili także Lejeune, Canale i Garza-Valdès.
Obserwacje mikroskopowe pozwoliły dostrzec przypuszczalne czerwone krwinki. Zdjęcia fluorescencyjne ujawniły, że wokół plam krwi znajduje się otoczka z surowicy. Krew rozdzieliła się na dwie części: gęstszą i rzadszą – jest to efekt tworzenia się skrzepów. W 1978 zrobiono badanie zakrwawionych nitek całunu, badania wykazały:
- wysoką zawartość żelaza (związanego w hemie) na zakrwawionych fragmentach, wykrytą przy testach fluorescencyjnych w promieniowaniu rentgenowskim,
- cechy charakterystyczne dla widma krwi, widoczne w widmach promieniowania odbitego,
- charakterystyczne dla krwi mikrospektrofotometryczne widma transmisyjne (światła przechodzącego przez próbkę),
- charakterystyczną fluorescencję porfirynową, widoczną w ultrafiolecie (porfiryna jest pochodną hemoglobiny),
- pozytywne testy hemochromagenowe,
- pozytywne testy cyjanomethemoglobinowe,
- obecność białek,
- wykrycie ludzkiej albuminy w testach immunologicznych,
- pozytywne wyniki testów proteazowych wskazujące, że białka rozpadły się na poszczególne aminokwasy.

Jednak chemik Walter McCrone oznajmił, że Całun nie zawiera śladów żadnej krwi. Według niego ma to być pigment stosowany przez artystów w XIV wieku. Pomimo kontrowersji, syndolodzy uznali, że czerwone plamy na całunie to krew.

#### Teorie źródeł energii
Od 1930 kilku badaczy (J. Jackson, G. Fanti, T. Trenn, T. Phillips, J.-B. Rinaudo i inni) poparło hipotezę o napromieniowaniu podobnym do błysku. Zasugerowano, że stosunkowo wysoką rozdzielczość szczegółów obrazu można uzyskać poprzez źródło energii (w szczególności protonowe) działające od wewnątrz. Rosyjski badacz Aleksander Bielakow zaproponował intensywne, ale krótkie źródło latarki, które trwało kilka setnych sekundy. Niektórzy inni autorzy sugerują, że promieniowanie rentgenowskie lub impuls kierunkowego promieniowania ultrafioletowego mogło odegrać rolę w tworzeniu obrazu Całunu. Na podstawie charakterystyki obrazu kilku badaczy wysnuło teorię, że źródło promieniowania było przeważnie pionowe. Te teorie nie obejmują naukowej dyskusji na temat metody, za pomocą której można było wytworzyć energię. [potrzebne źródło]
Wyładowanie koronowe
Podczas renowacji w 2002 r. po raz pierwszy sfotografowano i zeskanowano tył płótna. Giulio Fanti, naukowiec z Uniwersytetu w Padwie, wraz z kolegami napisał artykuł na ten temat w 2005 roku, w którym przewiduje wyładowanie koronowe elektrostatyczne jako prawdopodobny mechanizm wytwarzania obrazów ciała w Całunie. Zgodnie z tym mechanizmem opisują również obraz na odwrocie tkaniny, znacznie słabszy niż ten na widoku z przodu ciała, składający się głównie z twarzy i być może rąk. Podobnie jak na zdjęciu z przodu, jest on całkowicie powierzchowny, z zabarwieniem ograniczonym do warstwy węglowodanowej. Obrazy odpowiadają obrazom po drugiej stronie płótna i są z nimi zgodne. Brak obrazu na odwrocie widoku grzbietowego ciała.
Raymond Rogers skrytykował tę teorię, mówiąc: „Jest jasne, że wyładowanie koronowe (plazma) w powietrzu spowoduje łatwo obserwowalne zmiany w próbce lnu. Nie można zaobserwować takich efektów we włóknach obrazu z Całunu Turyńskiego. Wyładowania koronowe i/ lub plazma nie miała żadnego wkładu w tworzenie obrazu”: 83
W grudniu 2011 roku Fanti opublikował krytyczne kompendium głównych hipotez dotyczących kształtowania się obrazu ciała na całunie. Stwierdził, że „żaden z nich nie jest w stanie całkowicie wyjaśnić tajemniczego obrazu”. Fanti uznał wówczas wyładowanie koronowe za najbardziej prawdopodobną hipotezę dotyczącą formowania się obrazu ciała.[108] Stwierdził, że niemożliwe byłoby odtworzenie wszystkich cech obrazu w laboratorium, ponieważ wymagane źródło energii byłoby zbyt wysokie. Fanti powtórzył teorie promieniowania w książce z 2013 roku.
Promienowanie ultrafioletowe
W grudniu 2011 roku naukowcy z włoskiej Narodowej Agencji ds. Nowych Technologii, Energii i Zrównoważonego Rozwoju ENEA wywnioskowali z badania STURP, że kolor obrazu Całunu jest wynikiem przyspieszonego procesu starzenia lnu, podobnego do żółknięcia papieru starożytnych książek. Wykazali, że reakcje fotochemiczne wywołane wystawieniem lnu na światło ultrafioletowe mogą odtworzyć główne cechy obrazu Całunu, takie jak płytkość zabarwienia i gradient koloru, których nie da się odtworzyć w inny sposób. Po naświetleniu lampą UV napromieniowane tkaniny lniane zachowywały się jak płótno Całunu. Ustalili również, że promieniowanie UV zmienia strukturę krystaliczną celulozy w podobny sposób jak starzenie się i długotrwałe promieniowanie tła.
Paolo Di Lazzaro, główny badacz, wskazał w e-mailowym wywiadzie, że „…wydaje się mało prawdopodobne, aby fałszerz wykonał ten obraz za pomocą technologii dostępnych w średniowieczu lub wcześniej”, ale ich badanie nie oznacza obrazu Całunu została stworzona przez błysk cudownego zmartwychwstania, w przeciwieństwie do tego, jak historia była prezentowana w mediach, zwłaszcza w sieci. Zawodowy sceptyk Joe Nickell twierdzi, że najnowsze odkrycia nie są niczym nowym, mimo że są „ubrane w zaawansowane testy” i że niczego nie dowodzą.

#### Współczesne badania
Współczesne badania Całunu przy użyciu coraz nowszych technik badawczych wykazują, że czerwone ślady na Całunie są autentyczną krwią osoby po traumatycznych przeżyciach. W badaniach stwierdza się m.in.:
- potwierdzenie hipotezy Alana Adlera i Johna Hellera wskazującej na tortury i traumatyczne przeżycia (powodujące szok organizmu, a przez to wzrost hemoglobiny) jako źródło stężenia bilirubiny w skrzepach krwi[62][63],
- krew pomimo zawartości methemoglobiny (która powoduje zmianę jej barwy na brązową) ma kolor czerwony, próbowano to wyjaśnić, jednak żadna z wysuwanych hipotez nie daje satysfakcjonującej odpowiedzi, zagadnienie to do dziś nie zostało rozwiązane[64][65],
- pokrycie włókien lnu nanocząsteczkami kreatyniny o rozmiarach 30–100 nm (wewnątrz których znajdują się mniejsze cząstki 2–6 nm stanowiące tlenki żelaza o strukturze ferrytyny)[66][67], występującej po urazach mięśni szkieletowych oraz tworzącej kompleksy z żelazem wychwytywanym przez ferrytynę ze zniszczonych krwinek[68].

### Datowanie radiowęglowe
W 1988 roku za zgodą kardynała Anastasio Ballestrero mikrobiolog Giovanni Riggi wyciął z całunu próbkę o powierzchni 8 cm² i przekazał jej fragmenty trzem niezależnym zespołom badawczym (Zurich, Oxford, University of Arizona w Tucson). Oprócz próbki całunu, każdy zespół otrzymał 3 inne, nieznane sobie próbki pochodzące ze źródeł o ustalonym wieku. Wszystkie próbki zostały przed badaniem dokładnie oczyszczone z ewentualnych zanieczyszczeń mogących zakłócić wyniki. Każdy zespół stosował nieco inne metody czyszczenia, w skład których wchodziło m.in. badanie mikroskopowe, płukanie ultradźwiękowe, czyszczenie w roztworach zasadowych i kwasowych, użycie różnych detergentów oraz wybielaczy. Ponadto, podczas badania mikroskopowego zwracano uwagę na obecność obcych włókien pochodzących z napraw lub zanieczyszczeń. Wszystkie zespoły stwierdziły, że badany materiał po oczyszczeniu nie zawierał żadnych tego typu elementów. Stosując akceleratorową spektrometrię mas do datowania opartego na radioizotopie węgla 14C, wszystkie trzy zespoły określiły datę powstania całunu na lata 1260–1390. Wiek próbek kontrolnych określony w badaniu radiowęglowym był zgodny z ich rzeczywistym wiekiem znanym z innych źródeł. Zespoły nie kontaktowały się ze sobą i nie znały wzajemnych wyników przed opublikowaniem raportów.

#### Próby zdyskredytowania wyników badania radiowęglowego
Od czasu tego pierwszego (i jedynego jak dotychczas) badania metodą C14 w 1988 r. pojawiło się szereg zarzutów usiłujących podważyć prawidłowość badania metodą radiowęglową. Zarzuty odnoszą się do:
- Proces próbkowania nie został w pełni udokumentowany fotograficznie.
- Zaburzenie składu izotopowego w przeszłości (pożar w 1532 r., mikroorganizmy, wymiana atomów węgla we włóknach przez działanie tlenku węgla)

W latach 90. Dmitri Kouznetsov wysunął hipotezę o możliwości zaburzenia składu izotopowego w wyniku absorpcji radioizotopów w czasie pożaru, który miał miejsce w 1532 roku. Wynik ten mogły również zaburzyć bakterie i grzyby, stanowiące miejscami do 60% masy tkaniny, których nie usunięto w oryginalnym badaniu. Ponadto próbkę do badania pobrano z obrzeży całunu, z miejsca, które często było dotykane gołymi rękami podczas publicznego pokazywania całunu wiernym. Hipotezy te zostały obalone, a autorzy uznani za niewiarygodnych.
Pożar w 1532 r. spowodował, że zawartość węgla w Całunie mogła zostać zanieczyszczona atomami węgla pochodzącymi z pożaru. Argument ten został obalony już w 1989 roku przez E.T. Hall, który zauważył, że gdyby Całun miał rzeczywiście 2000 lat, począwszy od czasów Jezusa, to około 40% węgla mierzonego podczas datowania radiowęglowego musiałoby pochodzić z skażenia, aby wytworzyć średniowieczną datę. W innym badaniu oszacowano, że poziom zanieczyszczenia powinien wynosić 79% aby uzyskać datę radiowęgla w I wieku naszej ery. Tak wysoki poziom zanieczyszczenia (40% i 79%) jest bardzo mało prawdopodobny. 
Sugerowano, że tlenek węgla z pożaru, jak i obecny w atmosferze reaguje ze związkami węgla we włóknach, w wyniku czego dochodzi do wymiany atomów węgla. Próby laboratoryjne wykazały, że obecność tlenku węgla nie wpływa na wyniki datowania.
- Całun został napromieniowany neutronami pochodzącymi z nadprzyrodzonego ciała, które było owinięte całunem. Argument ten jako próba objaśnienia nieznanym zjawiskiem nie jest naukowy[2].
- Pobrane próbki pochodzą z późniejszych łat. W 2000 Joseph Marino i Sue Benford zakwestionowali metodologię pobierania próbek z całunu w 1988 roku, wskazując, że do datowania pobrano fragmenty pochodzące z późniejszego łatania[75]. Jako że na badanych próbkach ani w okolicy pobrania próbek nie stwierdzono łatania, koncepcję określono jako „niewidzialna naprawa(inne języki)”[76]

W 2002 roku wiarygodność datowania całunu metodą C14 podważyły ustalenia Włocha, Orazio Petrosillo. Kierowani przez Petrosillo eksperci ustalili, że tkanina Całunu Turyńskiego składa się w 40% z włókien datowanych na I wiek naszej ery, a w 60% z czasów późniejszych, z XIII i XVI w. To skutek wielu napraw dokonanych w przeszłości.
W roku 2008 ukazały się dwie prace kwestionująca datowanie C14 z 1988 roku: rozszerzona praca Benforda i Marino oraz praca Roberta Villarreala. Zainspirowany artykułem Bedford i Marino, Raymond Rogers przeprowadził dodatkowe badania zachowanych próbek i doszedł do wniosku, że zawierają one włókna bawełniane o późniejszym pochodzeniu. Rogers obalił wyniki datowania C14, wykazał on że materiał przekazany do datowania znacząco różnił się od reszty Całunu (oprócz włókien bawełnianych wykrył on również gumę). Badania Rogersa powtórzył i potwierdził John L. Brown.
W 2009 roku ukazała się praca prof. Giulio Fantiego kwestionująca datowanie C14 z 1988. Autor ten dokonał przeglądu głównych hipotez na temat powstania obrazu i uznał, że najbardziej prawdopodobna jest ta o wyładowaniu koronowym jako przyczynie powstania przedmiotu badań syndonologów.
Zwolennicy autentyczności Całunu twierdzą, że ze względu na wiele napotykanych trudności, datowanie C14 nie jest w pełni wiarygodną metodą do wskazania wieku Całunu.

#### Argumenty za rzetelnością badania metodą radiowęglową
Według większości specjalistów zajmujących się datowaniem metodą C14, odrzucenie wyników badania z 1988 r. jest pozbawione podstaw. Argumenty krytyków opierają się bowiem na przypuszczeniu, że badane próbki były zanieczyszczone, lub (i) pochodziły z miejsc całunu poddanych późniejszym naprawom.
Jednak zgodnie z opisem procedury badawczej przedstawionym w oryginalnej publikacji, każde z trzech laboratoriów biorących udział w datowaniu poddało próbkę gruntownemu czyszczeniu mechanicznemu i chemicznemu w celu usunięcia wszelkich obcych zanieczyszczeń. W 2008 roku prof. Christopher Ramsey, kierownik wydziału Radiocarbon Accelerator Unit na Uniwersytecie w Oksfordzie, przeprowadził badania w celu ustalenia, w jakim stopniu zanieczyszczenie próbek późniejszym materiałem (w tym tlenkiem węgla), może zafałszować wyniki badania radioizotopowego. Ustalono, że zanieczyszczenie tłumaczące różnicę między domniemanym wiekiem całunu (ok. 2 tys. lat) a uzyskanym wynikiem (ok. 700 lat) musiałoby być zbyt duże i niemożliwe do przeoczenia. Również domieszka CO w badanej próbce nie mogła być wystarczająca, gdyż tlenek węgla słabo reaguje z tkaniną. W wywiadzie dla gazety The Daily Telegraph w 2011 r. Ramsey stwierdził: „Istnieją różne hipotezy, tłumaczące dlaczego wyniki datowania mogłyby być błędne, ale żadnej nie da się potwierdzić. (...) Jedna z nich utrzymuje, że próbki były zanieczyszczone. Ale nie można tego tak wytłumaczyć, bo żeby obiekt o wieku 2000 lat wyglądał na 800-letni, około połowa materiału musiałaby być pochodzenia współczesnego. Jeśli zanieczyszczenie jest starsze, potrzeba by go było jeszcze więcej”.
Również hipoteza o pobraniu próbek z bardziej współczesnych miejsc całunu została jednoznacznie odrzucona w roku 2008 przez kierującego pracami powołanej w roku 1978 grupy badawczej STURP dr. Johna Jacksona. Stwierdził on, że analiza radiogramów oraz zdjęć w świetle przechodzącym wykonanych przez zespół w roku 1978 potwierdziła jednorodne ułożenie struktury włókien tkaniny całunu na całym przebadanym obszarze, obejmującym również jego fragment poddany datowaniu metodą C14 w 1988 roku. Nie byłoby to możliwe, gdyby próbka poddana datowaniu okazała się być jedynie częścią późniejszej łaty.

### Datowanie na podstawie spektrometrii w podczerwieni, spektrografii ramanowskiej i analizy mechanicznej
Profesor chemii i wieloletni badacz całunu Giulio Fanti w 2009 zaczął szukać sposobu, aby przeprowadzić datowanie mechanicznie na lnianej tkaninie z Całunu. Początkowo wydawało się, że nie ma takich laboratoriów, które byłyby w stanie to zrobić. W końcu jednak okazało się, że w laboratorium poczdamskiego Instytutu Maksa Plancka można wykonać chociaż częściowe badanie. Zachęcające początki i duże doświadczenie profesora Giulio Fantiego, który przeprowadzał dla NASA analizy mechaniczne właściwości włókien używanych w kosmosie, sprawiły, że Uniwersytet Padewski przyznał w 2011 roku finansowanie badań nad Całunem. Środki przeznaczono na budowę i skalibrowanie systemu do pomiaru mechanicznych parametrów włókien.
Gdy udało się skonstruować urządzenie, które było w stanie przeprowadzić badanie, profesor Fanti zastosował 3 różne metody datacji: Spektrometrią w podczerwieni FTIR, spektrografią ramanowską i analizą mechaniczną. Badanie na podstawie spektrometrii w podczerwieni wykazało, że Całun Turyński pochodzi z 300 roku p.n.e. z możliwością odchylenia 400 lat w obie strony. Spektrografia ramanowska stwierdziła, że Całun pochodzi z roku 200 p.n.e. z możliwością odchylenia 500 lat w obie strony. Analiza mechaniczna ustaliła 400 rok n.e. z możliwością odchylenia 400 lat w obie strony. Średnia arytmetyczna wskazuje 33 rok p.n.e, z możliwością odchylenia 250 lat w obie strony, oznacza to, że Całun Turyński może pochodzić z czasów Jezusa Chrystusa.
Swoje wnioski i wyniki datowania profesor Giulo Fanti ogłosił w swojej książce „Il mistero della Sindone. Le sorprendenti scoperte scientifiche sull’enigma del telo di Gesù” w 2013 roku oraz w czasopiśmie naukowym Vibrational Spectroscopy.

#### Kontrowersje i krytyka
Opiekun Całunu arcybiskup Cesare Nosiglia powiedział, że nie ma pewności, skąd Giulo Fanti miał dostęp do próbek Całunu Turyńskiego. W odpowiedzi profesor stwierdził, że arcybiskup nie przeczytał jego książki, w której dokładnie opisuje, skąd posiada próbki Całunu. Cały proces pozyskania próbek jest udokumentowany w korespondencji papierowej i elektronicznej. Nad wszystkim czuwała Fundacja 3M reprezentowana przez adwokata Antonia Pinnę Bercheta, który w konsultacji z zarządem określał, czy i w jaki sposób kontynuować współpracę między Fantim a Giovanni Riggi di Numany, który pobrał próbki w 1978 i 1988 roku w Fundacji 3M i przekazywał je Fantiemu. Część próbek została przekazana 12 lipca 2006 r., reszta 11 kwietnia 2008 r.
Naukowiec Gian Rinaldi w swojej recenzji książki Fantiego miał wątpliwości, co do niezawodności datowania Całunu tymi metodami, wskazując różne trudności. Giulio Fanti w odpowiedzi stwierdził, że błąd jest niemożliwy, oraz że sposób badania zostanie dokładnie opisany w czasopiśmie Vibrational Spectroscopy.

### Datowanie metodą WAXS
W 2022 opublikowano wyniki badań, w których dowiedziono, że prawdopodobnie płótno liczy sobie około 20 stuleci, choć równocześnie autorzy zastrzegli, że należy zbadać więcej próbek, by zyskać całkowitą pewność. Badania wykazały też, że przeniesienie Całunu do Europy najprawdopodobniej uchroniło wizerunek przed całkowitym zaniknięciem.

## Dyskusja o autentyczności

### Argumenty przeciw autentyczności
W 2009 roku prof. Luigi Garlaschelli, chemik z Universita degli studi di Pavia, stworzył kopię Całunu Turyńskiego w tydzień przy użyciu technik dostępnych w średniowieczu. Szybko jednak się okazało, że kopia całunu ma znaczące różnice od oryginału, kopia nie odtwarza światłocienia wizerunków na Całunie, brak wielu cech wykrywanych na Całunie pod mikroskopem między innymi zabarwienia włókien na całym obwodzie. Na dodatek na płótnie pozostały ślady niebieskiej farby zmieszanej z kwasem siarkowym, a czerwone plamy zostały dodane w dalszej kolejności przy czym nie użyto prawdziwej krwi, czy też osocza. Wiele innych osób również wskazało na znaczące różnice między oryginałem a kopią
Pod uwagę brana jest także możliwość fałszerstwa całunu przy użyciu wydzieliny ślimaka Murex brandaris, będącej barwnikiem znanym już w V wieku naszej ery. „Wyprodukowano go [całun] w mieście Tyros lub w jego pobliżu między 1260 a 1291 rokiem. »Modelem« pozującym do tej prymitywnej fotografii mógł być człowiek, który faktycznie został ukrzyżowany. Świadczą o tym ślady na ciele, utrwalone potem na tkaninie. W średniowieczu technika krzyżowania była o wiele lepiej znana na Bliskim Wschodzie niż w Europie” – stwierdził Andreas Lobe.
Zwolennicy teorii o podrobieniu całunu wskazują także, że jego historia jest znana wystarczająco dobrze dopiero od 1350 roku.
W 2011 roku ukazała się książka Luciano Buso, włoskiego malarza i eksperta w dziedzinie konserwacji dzieł sztuki, który twierdzi, że autorem całunu jest Giotto di Bondone. Według autora publikacji Giotto podpisał swe dzieło napisem „Giotto 15”, co hipotetycznie może wskazywać na rok 1315 jako datę stworzenia dzieła.

### Argumenty za autentycznością
Hipoteza zakładająca, iż autorem wizerunku na całunie jest Giotto nie tłumaczy jednak, dlaczego artysta ten na swoich dziełach przedstawiających ukrzyżowanie Chrystusa (powstałych zarówno przed, jak i po 1315 roku.) umiejscawia gwoździe na środku dłoni, co było zgodne z XIV-wieczną klasyczną wizją Męki Pańskiej, ale sprzeczne z prawami fizyki (gwoździe wbite w tym miejscu nie utrzymałyby ciała na krzyżu). Na całunie rana kłuta po gwoździu znajduje się w nadgarstku (a gwóźdź prawdopodobnie został przeprowadzony przez tzw. szczelinę Destota), nie na dłoni. Gdyby więc Giotto był autorem turyńskiego wizerunku, musiałby znać anatomię ludzką wystarczająco dobrze, by wbrew późnośredniowiecznej tradycji ikonograficznej umieścić uraz po gwoździu właśnie w nadgarstku. Teoria Luciano Buso nie tłumaczy więc, dlaczego w pozostałych pracach malarz lokował te rany nie tam, a na dłoniach.
W 2012 prof. Bruno Fabbiani z Politechniki Turyńskiej (uczeń Dennisa Gabora, laureata Nagrody Nobla), który bada sprawę całunu od 1998, powiedział:

W swojej karierze naukowej zetknąłem się tylko z dwoma przedmiotami, które nie są wytłumaczalne naukowo: Całunem Turyńskim i obrazem utrwalonym w źrenicy Matki Boskiej z Guadalupe. To dwa wizerunki, o których po dokonaniu serii badań można z całą pewnością powiedzieć, że nie zostały uczynione ludzką ręką.

Francuski chirurg Pierre Barbet dodał:

Nawet obecnie żaden z nas nie wykonałby tego rodzaju obrazu, nie popełniając jakichś pomyłek.

Polski mediewista prof. Idzi Panic stwierdził:

To jest nie do wyjaśnienia. Każde ze zjawisk odwzorowanych na Całunie Turyńskim możemy wyjaśnić z osobna, ale nie da się wyjaśnić ich jednoczesnego występowania.

Prof. Zbigniew Treppa z Zakładu Antropologii Obrazu Uniwersytetu Gdańskiego stwierdził że:

Giulio Fanti w 2004 r. odnalazł analogiczny do obrazu wizerunek, po przeciwnej stronie płócien – o znacznie słabszej charakterystyce, dlatego go nie widzimy. Nie ma możliwości, żeby zastosowano tu działania manualne. Poza tym nawet dziś, chcąc odwzorować ciało na płótnie, posługując się techniką malarską, nie jesteśmy w stanie nie popełnić żadnej pomyłki anatomicznej. Patolodzy medyczni wskazują, że na Całunie widnieje obraz kogoś, kogo poddano egzekucji w taki sposób, jak opisują to Ewangelie. Suma tylko tych przykładów stawia diagnozę, że to autentyczne płótno z czasów Chrystusa.

Prof. Emanuela Marinelli, badaczka całunu stwierdziła:

Z pewnością Całun okrywał ciało zmarłego przez ok. 36–40 godzin. Koniec tego kontaktu z ciałem nastąpił bez jakiegokolwiek ruchu. Widać to po śladach krwi. Także ślady aragonitu, znalezionego na Całunie, są takie same, jak te pochodzące z grot w Jerozolimie, podobnie jak pyłki kwiatów. To wszystko razem świadczy o autentyczności, żaden artysta ani fałszerz nie byłby w stanie stworzyć przed wiekami przedmiotu, którego do dziś nie potrafimy skopiować.

Prof. dr hab. Grzegorz Karwasz, fizyk z Uniwersytetu Mikołaja Kopernika w Toruniu stwierdził, że nie jest możliwe, aby Całun był fałszywy:

Dlaczego nie może być to podróbka? W całunie znaleziono pyłki wielu roślin, m.in. z Europy Zachodniej, ponieważ był wystawiany we Francji i Włoszech, z Bliskiego Wschodu, gdzie był wystawiany przypuszczalnie w Mezopotamii, Edessie i Konstantynopolu, ale znaleziono też 46 pyłków roślin, które kwitną tylko w okolicach Jerozolimy i tylko wiosną. Nie było możliwe podrobienie tych dowodów. Nikt w średniowieczu nawet nie wpadłby na to.

Archeolog William Meacham, który w 1986 roku uczestniczył w konferencji poświęconej datowaniu Całunu Turyńskiego, stwierdzi:

Układ danych ukazanych przez Całun jest bezsprzecznie wyjątkowy, zgadza się w każdym szczególe z zapisem śmierci i pogrzebu Chrystusa i jest nie do podrobienia. Kombinacja informacji przedśmiertnych, pośmiertnych i pogrzebowych nie może być dopasowana do żadnej znanej lub hipotetycznej wersji wydarzeń.(…) Jednak każdy szczegół Całunu – od pyłków kwiatowych po ślady biczowania – potwierdza autentyczność albo nie przeciwstawia się autentyczności, którą można uważać za „w miarę dobrze dowiedzioną:, przynajmniej w takim znaczeniu, w jakim ustala się inne fakty historyczne lub archeologiczne na podstawie interpretacji dokumentów i świadectw materialnych. Jego autentyczności powinno się przyznać stopień pewności porównywalny, na przykład, z identyfikacją umiejscowienia starożytnych miast, takich jak Troja, Ur itp. z datowaniem jaskiniowych malowideł Lascaux albo z opisem śmierci Nerona – z których każde zależą od złożonego i na pozór niepodrabianego układu danych.

## Badania w oparciu o geometrię rzutową
W 2022 przedstawiono wyniki badań przeprowadzonych przez Istituto Internazionale Studi Avanzati di
Scienze della Rappresentazione dello Spazio z Palermo. W oparciu o geometrię rzutową sycylijscy naukowcy ustalili, iż:
- ciało pochowane zostało w pozycji twarzą do ziemi, przy czym twarz opierała się czołem na zwiniętym materiale (podgłówku), nie spoczywała na płaszczyźnie;
- materiał podłożony pod głowę, złożony osiemdziesięciokrotnie, spięty fibulą z łańcuszkiem i sześciokątnym medalionem, zidentyfikowano jako zachowaną, tzw. chustę z Oviedo;
- zmarły miał na sobie rodzaj plisowanej przepaski spiętej w pasie paskiem ze skóry węża z klamerką;
- talia obwinięta została płóciennym pasem, rozłożonym z przodu i z tyłu, który następnie przyszyty został wzdłuż całunu (prawdopodobnie służył do zdjęcia ciała z krzyża);
- po kwiatach, owocach i liściach zidentyfikowano roślinę, z której upleciono koronę – krwiściąg ciernisty;
- zidentyfikowano obecność gwoździ w ranach, a potem ich wypchnięcie i przemieszczenie;
- człowiek z całunu miał wokół przedramienia obwinięte tefilin (!), zarejestrowany został ruch upuszczenia trzymanego w dłoni przedmiotu, być może pudełeczka z fragmentem Tory, stanowiącego część filakterii;
- obraz na całunie przedstawia dwie pozycje dłoni i przedmiotów, w niektórych przypadkach także pozycje pośrednie, zarejestrowany więc został ruch;
- promieniowanie niezidentyfikowanego rodzaju energii emanowało przez kilka sekund ze środka całego ciała, przenikając samo ciało i przedmioty wokół niego, pozostawione na lnie obrazy sugerują swobodny ruch ciała w pełni żywego;

Opracowanie dotyczące wyników badań opublikował w 2022 Giuseppe Catalano.

### Publikacje w języku polskim
- Idzi Panic, Tajemnica Całunu, AVALON, Kraków 2010. ISBN 978-83-60448-99-1.
- Gian Maria Zaccone, Całun Turyński. Historia tajemnicy, Dominika Wronikowska (tłum.), Kraków: eSPe, 2011, ISBN 978-83-7482-401-9, OCLC 802130198. Brak numerów stron w książce
- Pierluigi Baima Bollone, Całun Turyński. 101 pytań i odpowiedzi, Krzysztof Stopa (tłum.), Kraków: WAM, 2002, ISBN 83-7097-915-7, OCLC 749346430. Brak numerów stron w książce
- Stanisław Waliszewski, Całun Turyński dzisiaj, WAM, Kraków 1987. ISBN 83-85032-19-3.
- Z. Ziółkowski, Spór o Całun Turyński. Relikwia Męki Pańskiej w świetle najnowszych badań, Warszawa 1993.
- Ian Wilson, Całun Turyński, Instytut Wydawniczy PAX, Warszawa 1985. ISBN 83-211-0445-2.
- A. Marion, A. Courage, Całun Turyński. Nowe odkrycia nauki, Kraków 2000.
- Treppa Z., Całun Turyński. Fotografia Niewidzialnego?, Warszawa 2004.
- Marinelli E., Całun obraz „niemożliwy”?, Wrocław 1999.
- Pyszkowski W., Święty całun jako fenomen naukowy, historyczny i religijny, Gniezno 1946.
- Resch A., Oblicze Chrystusa. Od całunu turyńskiego do chusty z Manoppello, Radom 2006.
- Petrosillo O, Marinelli E., Całun Turyński – relikwia czy falsyfikat? Krytyka ostatniego datowania, Warszawa 1993.
- Nickell J., Śledztwo w sprawie cudów. Całun Turyński, 1997.
- Siliato G. M., Całun Turyński. Tajemnica odbicia sprzed dwóch tysięcy lat, Kraków 1999
- Euzebiusz z Cezarei, Historia kościelna o męczennikach palestyńskich, Kraków 1993.
- Badde P., Boskie oblicze. Całun z Manoppello, Radom 2006.
- Moretto G., Całun – Przewodnik, Warszawa 1998.
- Antonacci M., Zmartwychwstanie całunu, Warszawa 2002.
- Ballosino N., Wizerunek na całunie. Analiza fotograficzna i informatyczna, Warszawa 1988.
- Zbigniew Blania-Bolnar, Jak został zrobiony Całun Turyński.
- Alfred J. Palla, Całun Turyński jednak autentykiem, Wydawnictwo Betezda, Rybnik 2003.
- Alfred J. Palla, Całun Turyński jednak autentykiem – krew na płótnie.
- Alfred J. Palla, Całun Turyński namalowany?.
- Alfred J. Palla, Pyłek kwiatowy na całunie.
- Alfred Palla, Całun Turyński. Wielka historia czy wielka mistyfikacja?, Warszawa: Świat Książki, 2008, ISBN 978-83-247-1114-7, OCLC 297561254. Brak numerów stron w książce
- Grzegorz Górny, Janusz Rosikoń, Świadkowie Tajemnicy. Śledztwo w sprawie relikwii Chrystusowych, Jan Kasprzycki-Rosikoń (oprac.), Warszawa: Rosikon Press, 2012, ISBN 978-83-62981-32-8, OCLC 805130874. Brak numerów stron w książce
- G. Górny, J. Rosikoń: Świadkowie Tajemnicy – śledztwo w sprawie relikwii Chrystusowych, Wydawnictwo Rosikon Press, Warszawa 2016.[potrzebny przypis]

### Publikacje obcojęzyczne
- Bibliografia prac opublikowanych przez członków zespołu badawczego STURP z 1978 r. (ang.)
- Nature, 16 lutego 1989, s. 611–615., przedruk dostępny na stronie Radiocarbon Dating of the Shroud of Turin (ang.) (artykuł opisuje wyniki datowania całunu metodą radioizotopu węgla 14C przez 3 laboratoria (Tucson, Zurich, Oxford), pod kontrolą zespołu naukowców z British Museum)
- Jacques Evin La datation radiocarbone du Linceul de Turin, w: Dossiers d’archéologie nr 306, wrzesień 2005, s. 60–65.
- Daniel Raffard de Brienne La désinformation autour du Linceul de Turin Paris: Éditions de Paris, luty 2004.
- Walter C McCrone, Judgment Day for the Shroud of Turin, Walter C McCrone, Amherst, N.Y.: Prometheus Books, 1999, ISBN 1-57392-679-5, OCLC 40403671. Brak numerów stron w książce